# 11月5日
11月5日（じゅういちがついつか）は、グレゴリオ暦で年始から309日目（閏年では310日目）にあたり、年末まであと56日ある。

## できごと

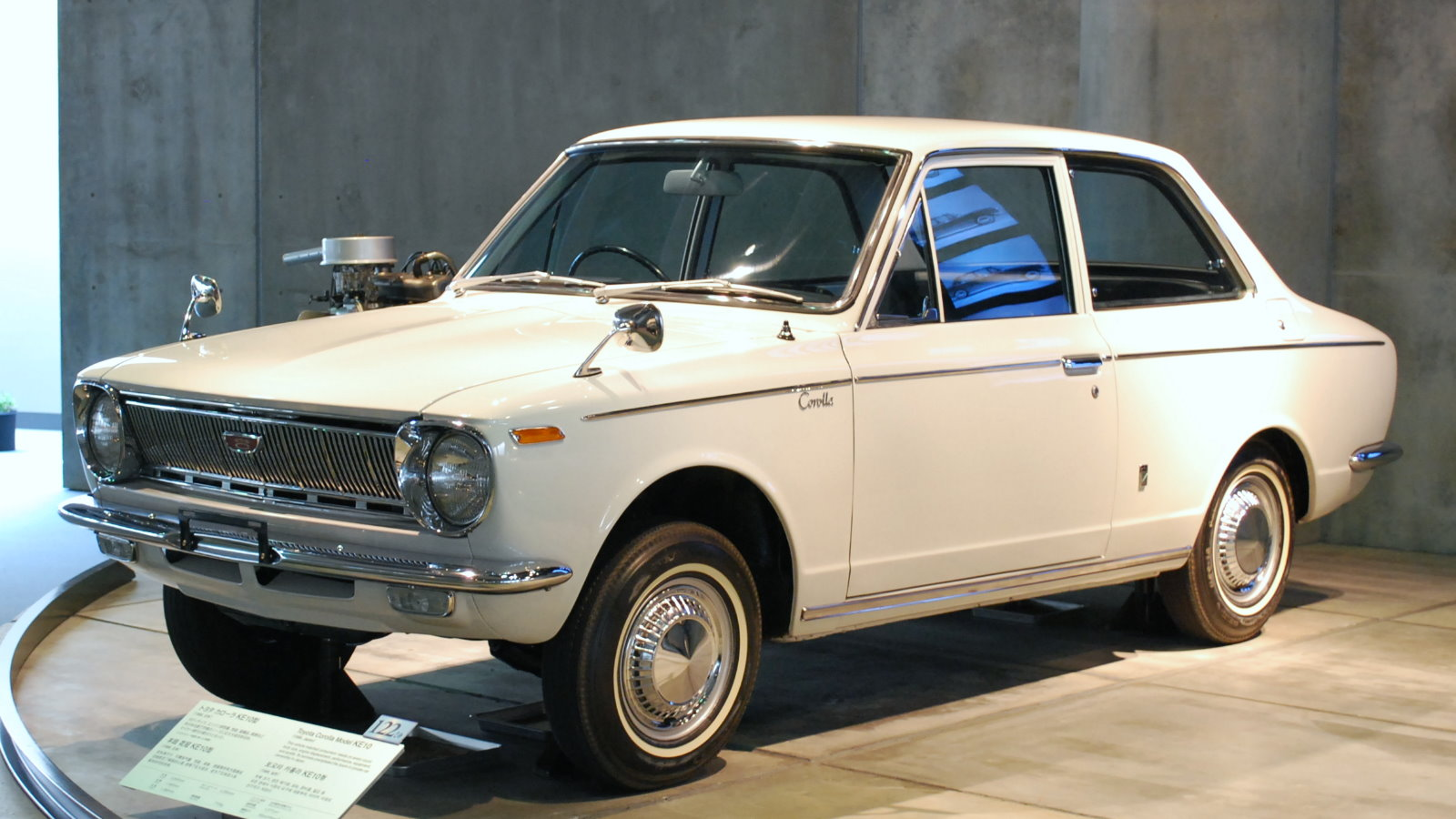
トヨタ・カローラ販売開始(1966年)。

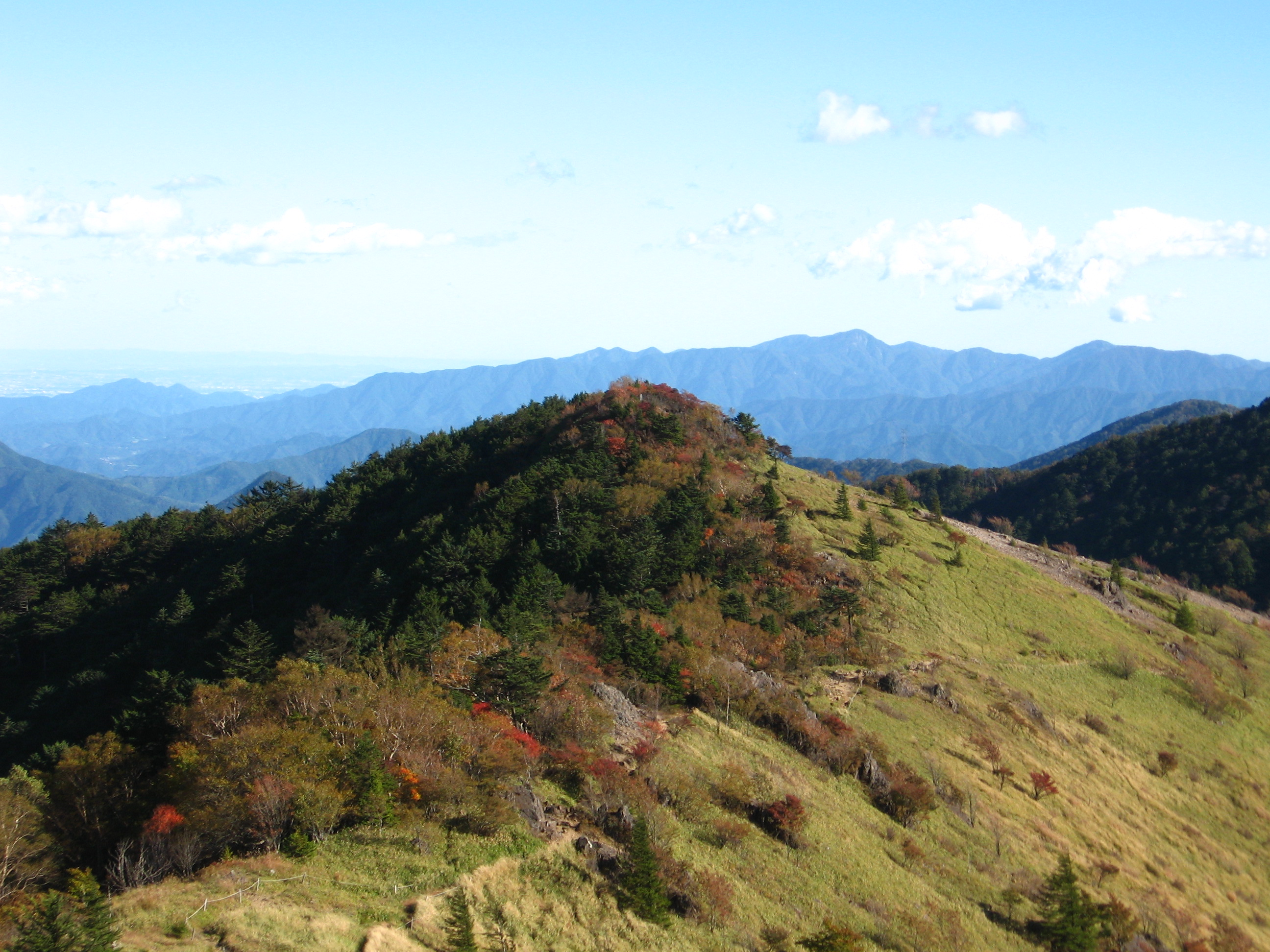
赤軍派の一斉検挙となった大菩薩峠事件(1969)。弱体化した赤軍派は連合赤軍を結成する。

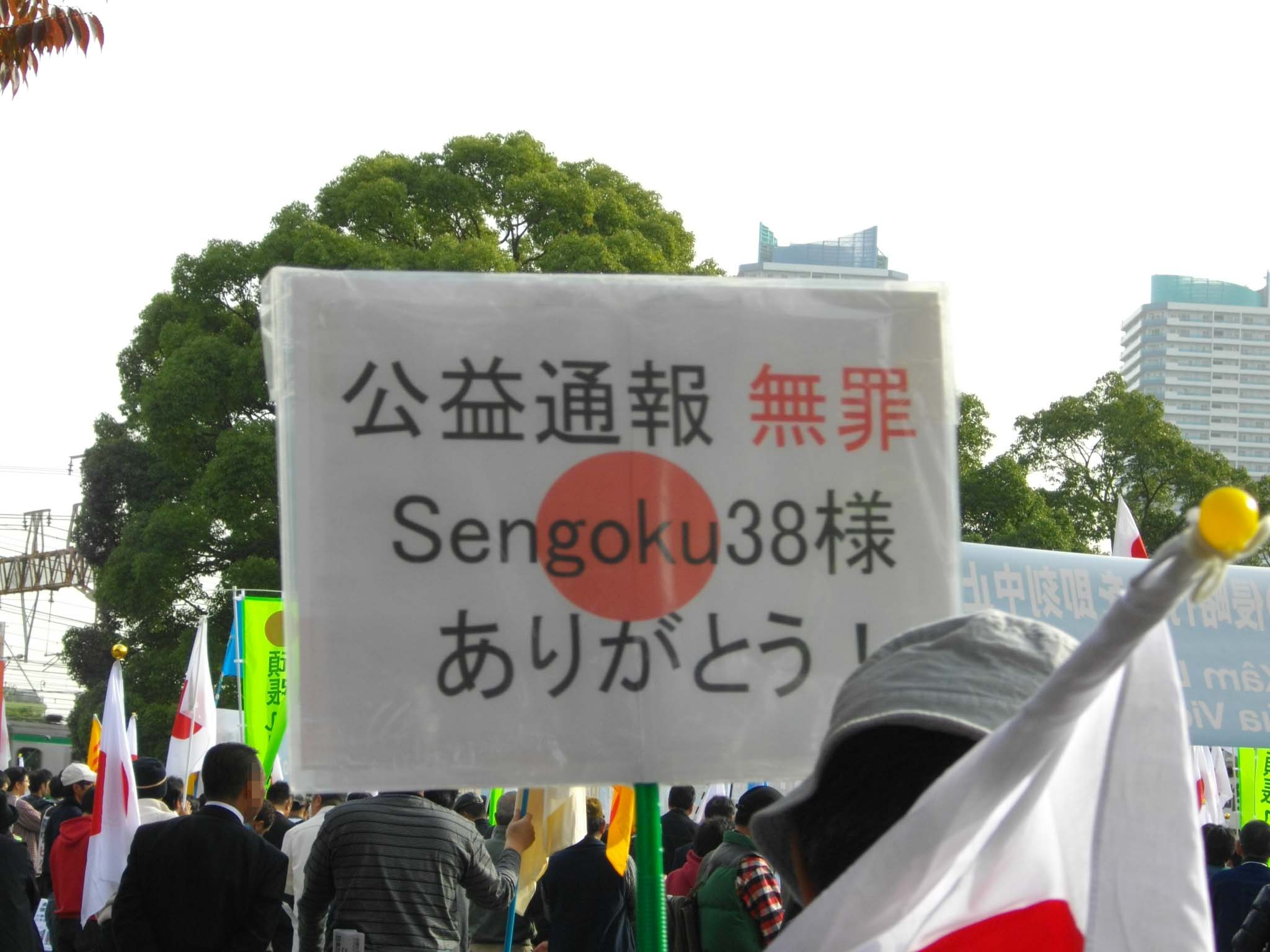
尖閣諸島中国漁船衝突映像流出事件(2010)。映像投稿者「sengoku38」擁護のプラカード。

- 1757年 - 七年戦争: ロスバッハの戦い[1]。
- 1854年 - クリミア戦争: インカーマンの戦い（英語版）。
- 1838年 - 中米連邦からホンジュラスが分離。
- 1886年 - 初代小菅丹治が中山道沿いの東京府神田区旅籠町（現在の東京都千代田区外神田）に、伊勢屋丹治呉服店（現在の伊勢丹）を創業[2]。
- 1889年 - パリの自由の女神像の除幕式が行われる。
- 1895年 - 日本とブラジルが、日伯修好通商条約締結[3]。
- 1911年 - 曹洞宗大本山總持寺が能登から鶴見に移転する[4]。
- 1923年 - 伊勢神宮で最も新しい別宮である倭姫宮が創建される。
- 1930年 - 倉敷の実業家大原孫三郎が、日本最初の私立西洋美術館、大原美術館を開館[5]。
- 1937年 - ナチス・ドイツの総統官邸において秘密会議が開かれ、アドルフ・ヒトラーが陸海軍司令官に対外進出構想を明らかにする（ホスバッハ覚書）。
- 1940年 - アメリカ合衆国大統領選挙でフランクリン・ルーズベルトが当選。アメリカ史上初の三選。
- 1941年 - 第二次世界大戦: 日本の御前会議で「帝国国策遂行要領」を決定。対米交渉2案と、交渉決裂の場合は12月初旬に武力行使することを決定する。
- 1943年 - 東京で大東亜会議が開催される。
- 1945年 - コロンビアが国際連合に加盟。
- 1953年 - 徳島ラジオ商殺し事件。
- 1959年 - 汐留 - 梅田間に日本初のコンテナ専用列車「たから号」運行開始。
- 1962年 - 歌手・美空ひばりと俳優・小林旭が結婚。
- 1964年 - 1944年に処刑されたリヒャルト・ゾルゲにソ連邦英雄勲章が授与される。
- 1966年 - トヨタ自動車、カローラを発売[6]。
- 1968年 - アメリカ合衆国大統領選挙でリチャード・ニクソンが当選。
- 1969年 - 大菩薩峠事件。警視庁が赤軍派53名を逮捕。
- 1972年 - 上野動物園でジャイアントパンダ・カンカンとランランの一般公開を開始。
- 1985年 - 北海道で最初の鉄道開業区間の一部である国鉄手宮線（旧北海道鉄道）が廃止。
- 1989年 - F1オーストラリアGPで、中嶋悟が日本人初のファステストラップを記録する。
- 1991年 - 宮澤喜一内閣が発足。
- 1994年 - ロナルド・レーガン元大統領のアルツハイマー病が公表される。
- 1994年 - ボクシングのWBA・IBFヘビー級タイトルマッチで45歳9か月の挑戦者ジョージ・フォアマンが勝ち、史上最年長のチャンピオンとなる。
- 1996年 - 汚職などのスキャンダルによりパキスタン首相ベーナズィール・ブットーが解任される。
- 1996年 - 1996年アメリカ合衆国大統領選挙で民主党のビル・クリントンが再選。
- 2001年 - 野田聖子ら自民党有志、選択的夫婦別姓法案賛同署名を提出。
- 2006年 - 元イラク大統領サッダーム・フセインに対し死刑判決。
- 2007年 - 中華人民共和国初の月探査機「嫦娥1号」が月の軌道に投入。
- 2010年 - 尖閣諸島中国漁船衝突映像流出事件: 尖閣諸島問題で、中国漁船衝突映像が流出。
- 2015年 - ブラジル南東部ミナスジェライス州で、鉱山の採鉱廃棄物をためていたダムが決壊。有毒物質を含んだ泥流が、近くの村を押し流した[7]。
- 2017年 - アメリカ合衆国大統領のドナルド・トランプがアジア5カ国歴訪の皮切りとして日本に到着[8]。
- 2017年 - 国際調査報道ジャーナリスト連合（ICIJ）と加盟報道機関、タックス・ヘイヴン取引に関する約1340万件の電子文書群を公開（パラダイス文書）。
- 2018年 - アメリカ航空宇宙局（NASA）のボイジャー2号が 太陽圏（ヘリオスフィア）を離脱して恒星間空間に達した。
- 2023年 - 阪神タイガースが日本シリーズで38年ぶり2度目のシリーズ制覇。

## 誕生日
- 1494年 - ハンス・ザックス、歌手、劇作家（+ 1576年）
- 1615年 - イブラヒム、第18代オスマン帝国皇帝（+ 1648年）
- 1662年（寛文2年9月25日） - 織田長清、第4代大和国戒重藩主、初代大和国芝村藩主（+ 1722年）
- 1680年（延宝8年9月14日） - 太宰春台、儒学者（+ 1747年）
- 1755年（宝暦5年10月2日） - 酒井忠徳、第5代出羽国庄内藩主（+ 1812年）
- 1772年（安永2年9月21日） - 浅野斉賢、第8代安芸国広島藩主（+ 1831年）
- 1810年 - アルフォンソ・タフト、第31代アメリカ合衆国陸軍長官、第33代アメリカ合衆国司法長官（+ 1891年）
- 1834年（天保5年10月5日） - 近藤勇、新選組局長
- 1850年 - エラ・ウィーラー・ウィルコックス、詩人、作家（+ 1919年）
- 1854年 - ポール・サバティエ、化学者（+ 1941年）
- 1855年 - レオン・ティスラン・ド・ボール、気象学者（+ 1913年）
- 1857年 - イーダ・ターベル、ジャーナリスト（+ 1944年）
- 1871年（明治4年9月23日） - 幸徳秋水、ジャーナリスト、思想家（+ 1911年）
- 1873年 - エドウィン・フラック、陸上競技選手（+ 1935年）
- 1874年 - 市村羽左衛門 (15代目)、歌舞伎役者（+ 1945年）
- 1885年 - 石川一郎、経営者、財界人（+ 1970年）
- 1888年 - 林家正蔵 (6代目)、落語家（+ 1929年）
- 1890年 - 矢代幸雄、美術史家、美術評論家（+ 1975年）
- 1892年 - J・B・S・ホールデン、生物学者（+ 1964年）
- 1893年 - レイモンド・ローウィ、工業デザイナー（+ 1986年）
- 1894年 - ハロルド・イニス、経済学者、社会学者（+ 1952年）
- 1895年 - ヴァルター・ギーゼキング、ピアニスト（+ 1956年）
- 1897年 - 木村亀二、刑法学者（+ 1972年）
- 1898年 - 平野力三、農民運動家、政治家（+ 1981年）
- 1901年 - 海音寺潮五郎、作家（+ 1977年）※戸籍上は3月13日生まれ
- 1901年 - ウィリアム・ジョセフ・シーボルド、外交官（+ 1980年）
- 1905年 - 入江泰吉、写真家（+ 1992年）
- 1905年 - 具島兼三郎、国際政治学者（+ 2004年）
- 1906年 - フレッド・ホイップル、天文学者（+ 2004年）
- 1908年 - 長谷川重三郎、経営者、第一銀行頭取、第25代全国銀行協会会長（+ 1985年）
- 1908年 - 平三郎、技師、緯度観測員（+ 1969年）
- 1911年 - 琴糸路、女優（+ 1956年）
- 1911年 - 入江稔夫、水泳選手（+ 1974年）
- 1913年 - ヴィヴィアン・リー、女優（+ 1967年）
- 1913年 - 初村滝一郎、政治家（+ 2005年）
- 1914年 - 猪木正道、政治学者（+ 2012年）
- 1918年 - 今久留主淳、元プロ野球選手（+ 1986年）
- 1919年 - フェリックス・ガイヤール、政治家（+ 1970年）
- 1920年 - ダグラス・ノース、経済学者（+ 2015年）
- 1921年 - ジョルジュ・シフラ、ピアニスト（+ 1994年）
- 1921年 - 西銘順治、政治家（+ 2001年）
- 1923年 - 佐藤愛子、小説家
- 1923年 - トマス・フラナガン、小説家、文学研究者（+ 2002年）
- 1925年 - 石川六郎、経営者、財界人（+ 2005年）
- 1926年 - 祖父江孝男、人類学者（+ 2012年）
- 1927年 - 喜味こいし、漫才師（+ 2011年）
- 1927年 - 赤池弘次、数理統計学者（+ 2009年）
- 1928年 - 平良とみ、女優（+ 2015年）
- 1928年 - 松尾昭典、映画監督（+ 2010年）
- 1928年 - 山本富雄、政治家（+ 1995年）
- 1930年 - 福元一義、漫画家（+ 2016年）
- 1931年 - 赤瀬川隼、作家（+ 2015年）
- 1931年 - アイク・ターナー、ミュージシャン（+ 2007年）
- 1931年 - チャールズ・テイラー、政治哲学者
- 1932年 - スタンレー橋本、元プロ野球選手（+ 2000年）
- 1935年 - ウーヴェ・ゼーラー、元サッカー選手（+ 2022年）
- 1935年 - レスター・ピゴット、元騎手（+ 2022年）
- 1936年 - 伊藤明彦、ジャーナリスト（+ 2009年）
- 1936年 - 泉井純一、実業家
- 1937年 - 青空はるお、元漫才師、レポーター（+ 没年不明）
- 1937年 - 三升家小勝 (7代目)、落語家（+ 1992年）
- 1937年 - 川口真、作曲家（+ 2021年）
- 1938年 - 松尾清三、クイズ王（+ 2024年）
- 1938年 - セサル・ルイス・メノッティ、元サッカー選手、指導者
- 1940年 - ヒデ夕樹、歌手（+ 1998年）
- 1940年 - エルケ・ソマー、女優
- 1941年 - アート・ガーファンクル、ミュージシャン
- 1941年 - 富野由悠季、アニメーション監督
- 1942年 - リッチー・シェーン、元プロ野球選手（+ 2021年）
- 1942年 - 岡田幸喜、元プロ野球選手
- 1943年 - サム・シェパード、劇作家、俳優（+ 2017年）
- 1943年 - 常田享詳、政治家、薬剤師、柔道家
- 1945年 - ペーター佐藤、イラストレーター（+ 1994年）
- 1945年 - 自見庄三郎、元政治家
- 1946年 - 安藤裕康、天文学者
- 1946年 - グラム・パーソンズ、ミュージシャン（+ 1973年）
- 1946年 - ジム・エバンス、元メジャーリーグ審判
- 1947年 - 片岡新之介、元プロ野球選手
- 1947年 - クイント・デイヴィス、フェスティバル・プロデューサー
- 1947年 - 金子準一、元プロ野球選手
- 1948年 - ピーター・ハミル、ミュージシャン
- 1948年 - ウィリアム・ダニエル・フィリップス、物理学者
- 1948年 - 真鍋安政、プロ野球選手（+ 2016年）
- 1948年 - ルイズルイス加部、ミュージシャン（+ 2020年）
- 1951年 - 武見敬三、政治家、第27代厚生労働大臣、国際政治学者
- 1951年 - 竹田泰典、政治家
- 1951年 - 天地真理、元アイドル歌手
- 1952年 - 永本裕章、元プロ野球選手
- 1952年 - オレグ・ブロヒン、元サッカー選手、指導者
- 1952年 - ヴァンダナ・シヴァ、物理学者、環境科学者、平和運動家
- 1954年 - アレハンドロ・サベーラ、元サッカー選手、指導者（+ 2020年）
- 1955年 - クリス・ジェンナー、タレント
- 1955年 - はしもとみつお、漫画家
- 1955年 - ブラザー・コーン、ミュージシャン（バブルガム・ブラザーズ）
- 1956年 - 山村美智、女優、アナウンサー
- 1956年 - 若林仁、元プロ野球選手
- 1957年 - 今井清隆、舞台俳優
- 1957年 - 遠藤伸久、元プロ野球選手
- 1958年 - 小林明子、歌手
- 1958年 - ロバート・パトリック、俳優
- 1959年 - ブライアン・アダムス、ミュージシャン
- 1959年 - 荒川美奈子、声優
- 1959年 - ロイド・モスビー、元プロ野球選手
- 1960年 - ティルダ・スウィントン、女優
- 1960年 - テレサ・モウ、女優
- 1961年 - 登静江、女優
- 1962年 - 深谷かほる、漫画家
- 1963年 - テータム・オニール、俳優
- 1963年 - ジャン＝ピエール・パパン、元サッカー選手
- 1965年 - 真下有紀、俳優
- 1965年 - ファムケ・ヤンセン、女優
- 1966年 - 春畑道哉、ミュージシャン（TUBE）
- 1966年 - 三輪真佐子、元アナウンサー
- 1967年 - 榎本ナリコ、漫画家
- 1967年 - ブライアン・ラービー、元プロ野球選手
- 1968年 - 松村高明、元プロ野球選手
- 1968年 - サム・ロックウェル、俳優
- 1969年 - 小池亜希子、声優
- 1970年 - 春風亭柳太郎、落語家
- 1970年 - 宮本慎也、元プロ野球選手
- 1971年 - ジョニー・グリーンウッド、ミュージシャン（Radiohead）
- 1971年 - 西澤洋介、元プロ野球選手
- 1971年 - 吉田浩、元プロ野球選手
- 1971年 - 上野高広、D1ドライバー
- 1972年 - きみおたまこ、漫画家
- 1973年 - 斎藤守也、ミュージシャン（Les Freres）
- 1973年 - ジョニー・デイモン、元プロ野球選手
- 1973年 - 宮原亜友子、元アナウンサー
- 1974年 - アンジェラ・ゴソウ、ミュージシャン（アーチ・エネミー）
- 1974年 - ライアン・アダムス、シンガーソングライター
- 1974年 - ホセ・サンティアゴ、元プロ野球選手
- 1975年 - 伊藤大輔、レーシングドライバー
- 1975年 - 滝下毅、声優（+ 2013年）
- 1975年 - 井上敬一、実業家
- 1976年 - しゅくはじめ、お笑いタレント
- 1976年 - 本柳和也、元プロ野球選手
- 1976年 - すしお、アニメーター
- 1976年 - 井上謙二、元レスリング選手、指導者、陸上自衛官
- 1977年 - 谷口賢志、俳優
- 1977年 - 三本政樹、声優
- 1977年 - 花森ぴんく、漫画家
- 1978年 - YUKINARI、ミュージシャン（元DA PUMP、琉-UNIT）
- 1978年 - ルイス・ガルシア、プロ野球選手
- 1979年 - YUKKE、ミュージシャン（ムック）
- 1979年 - ルディ・レジェス、野球選手
- 1979年 - レオナルド・ナム、俳優
- 1979年 - 揖斐祐治、元陸上競技選手、指導者
- 1980年 - クリストフ・メッツェルダー、元サッカー選手
- 1981年 - ジャレット・グルーベ、プロ野球選手
- 1981年 - 嘉藤貴行、元騎手、調教師
- 1982年 - 中川晃教、歌手、舞台俳優
- 1982年 - 三島衛里子、漫画家
- 1982年 - ハン・ジミン、女優
- 1982年 - ブライアン・ラヘア、プロ野球選手
- 1983年 - 真太郎、ミュージシャン（UVERworld）
- 1983年 - フアン・モリーヨ、元プロ野球選手
- 1984年 - 清水明実、タレント
- 1984年 - 柴崎俊光、競輪選手
- 1984年 - 把瑠都凱斗、元大相撲力士
- 1984年 - 肥後ノ城政和、元大相撲力士
- 1984年 - 金井健雄、ラグビー選手
- 1985年 - Heartbeat、ミュージシャン
- 1985年 - 田中聖、ミュージシャン（元KAT-TUN）
- 1985年 - 丹内祐次、騎手
- 1985年 - 西川可奈子、女優
- 1986年 - BoA、ミュージシャン
- 1986年 - カスパー・シュマイケル、サッカー選手
- 1987年 - 大和、プロ野球選手
- 1987年 - O・J・メイヨ、バスケットボール選手
- 1987年 - 鈴木環那、将棋棋士
- 1988年 - 原紗友里、声優（元LISP）
- 1989年 - 中村晃、プロ野球選手
- 1989年 - ラモン・カブレラ、プロ野球選手
- 1990年 - オカモトコウキ、ミュージシャン（OKAMOTO'S）
- 1991年 - 阿部友保、ファッションモデル
- 1991年 - 正代直也、大相撲力士
- 1991年 - リュボーフィ・イリュシェチキナ、フィギュアスケート選手
- 1992年 - 甲斐拓也、プロ野球選手
- 1992年 - 渡辺翔太、俳優（Snow Man）
- 1992年 - 内田恭兵、元サッカー選手
- 1992年 - マルコ・ヴェッラッティ、サッカー選手
- 1992年 - オデル・ベッカム、アメリカンフットボール選手
- 1993年 - 多和田任益、俳優、モデル
- 1993年 - ジェイコブ・ワゲスパック、プロ野球選手
- 1994年 - 宇山玲加、声優、女優
- 1995年 - 岩沼佑亮、元子役
- 1996年 - サビーナ・アルシンベコバ、バレーボール選手
- 1996年 - 鈴木このみ、歌手
- 1996年 - 世古口凌、俳優
- 1998年 - 大幡しえり、女優、モデル
- 1998年 - 小片リサ、歌手（元つばきファクトリー）
- 1998年 - 小倉由菜、AV女優
- 1998年 - 冨安健洋、サッカー選手
- 1998年 - 西山和弥、陸上選手
- 1999年 - まるぴ、タレント
- 1999年 - 下村明香、グラビアアイドル
- 1999年 - 正木智也、プロ野球選手
- 2000年 - くしなあゆ、女優、アイドル（元mai mai）
- 2001年 - 寺本莉緒、女優、タレント
- 2001年 - 福崎那由他、俳優
- 2002年 - 山﨑夢羽、アイドル（BEYOOOOONDS）
- 2003年 - ナルハワールド、アイドル（GANG PARADE、GO TO THE BEDS）
- 2003年 - 深沢鳳介、プロ野球選手
- 2005年 - 林芽亜里、ファッションモデル
- 生年不詳 - 池谷理香子、漫画家
- 生年不詳 - 猫井ミィ、漫画家
- 生年不詳 - みいるか、漫画家
- 生年不詳 - テラシマユウカ、アイドル（GANG PARADE、GO TO THE BEDS）
- 生年不詳 - 有栖川ゆき、声優
- 生年不詳 - 里卓哉、声優
- 生年不詳 - 白兎夕季、声優
- 生年不詳 - 鈴木渢、声優

## 忌日
- 1515年 - マリオット・アルベルティネッリ、画家（* 1474年）
- 1526年 - シピオーネ・デル・フェッロ、数学者（* 1465年）
- 1559年（永禄2年10月6日）- 狩野元信、狩野派の絵師（* 1476年）
- 1576年（天正4年10月15日）- 畠山高政、戦国大名（* 1527年）
- 1600年（慶長5年10月3日） - 長束正家、豊臣政権五奉行のひとり（* 1562年?）
- 1647年 - ヴィンチェンティオ・レニエリ（英語版）、数学者、天文学者（* 1606年）
- 1660年 - アレクサンドル・ドゥ・ロード、イエズス会宣教師（* 1591年）
- 1705年（宝永2年9月19日）- 板倉重種、江戸幕府老中、坂木藩主（* 1641年）
- 1714年 - ベルナルディーノ・ラマツィーニ、医師、医学者（* 1633年）
- 1726年 - アントニオ・パッキオーニ（英語版）、科学者、解剖学者（* 1665年）
- 1736年 - クロード・ギイ・アレ（英語版）、画家、製図家、イラストレーター（* 1652年）
- 1736年（元文元年10月3日）- 近衛家熙、江戸時代の公卿（* 1667年）
- 1798年 - ジョン・ゼファニア・ホルウェル（英語版）、外科医、ベンガル臨時総督（* 1711年）
- 1801年 - ハンフリー・マーシャル、植物学者、植物商（* 1722年）
- 1801年（享和元年9月29日）- 本居宣長、国学者（* 1730年）
- 1804年 - ベッチェ・ ウォルフ（英語版）、小説家（* 1738年）
- 1806年 - ゲオルク・メルヒオール・クラウス、画家（* 1737年）
- 1807年 - アンゲリカ・カウフマン、画家（* 1741年）
- 1818年 - ハインリヒ・フリードリヒ・フューガー、画家（* 1751年）
- 1854年 - スーザン・エドモンストン・フェリアー（英語版）、小説家（* 1782年）
- 1871年 - エドモンド・モレル、鉄道技師（* 1840年）
- 1872年 - トマス・サリー、画家（* 1783年）
- 1879年 - ジェームズ・クラーク・マクスウェル、理論物理学者（* 1831年）
- 1888年 - 狩野芳崖、日本画家（* 1828年）
- 1889年 - ピーター・エガートン・ウォーバートン（英語版）、軍人、探検家（* 1813年）
- 1897年 - エドゥアール・デルデヴェス、ヴァイオリニスト、指揮者、作曲家（* 1817年）
- 1908年 - アンドリュー・グラハム、天文学者（* 1815年）
- 1914年 - アウグスト・ヴァイスマン、動物学者（* 1834年）
- 1918年 - 島村抱月、文芸評論家、演出家（* 1871年）
- 1929年 - 一力健治郎、実業家、河北新報社創業者（* 1863年）
- 1930年 - クリスティアーン・エイクマン、医学者（* 1858年）
- 1933年 - 片山潜、国際共産主義運動指導者（* 1859年）
- 1933年 - ヘルマン・ヘラー、法学者（* 1891年）
- 1934年 - カール・シャーリエ、天文学者（* 1862年）
- 1934年 - 櫛田民蔵、経済学者（* 1885年）
- 1934年 - フルダ・ガルボルグ、作家、舞踏家（* 1862年）
- 1937年 - 木下尚江、社会主義運動家、小説家（* 1869年）
- 1938年 - トマス・デューイング、画家（* 1851年）
- 1938年 - ジョルジュ・ユルバン、化学者（* 1872年）
- 1942年 - 清浦奎吾、第23代内閣総理大臣（* 1850年）
- 1944年 - アレクシス・カレル、医学者（* 1873年）
- 1949年 - 古川真治[9]、小説家（* 1908年）
- 1951年 - レジー・ウォーカー、陸上競技選手（* 1889年）
- 1951年 - アグリッピナ・ワガノワ、バレエダンサー（* 1879年）
- 1955年 - モーリス・ユトリロ、画家（* 1883年）
- 1956年 - アート・テイタム、ジャズ・ピアニスト（* 1909年）
- 1959年 - ポール・ガルビン（英語版）、実業家、モトローラ創業者（* 1895年）
- 1960年 - マック・セネット、映画プロデューサー、映画監督、脚本家、俳優（* 1880年）
- 1960年 - ワード・ボンド、俳優（* 1903年）
- 1963年 - トーマス・グリフィス・テイラー（英語版）、地理学者、人類学者、探検家（* 1880年）
- 1966年 - ディートリヒ・フォン・コルティッツ、軍人（* 1894年）
- 1966年 - 勝田香月、詩人（* 1899年）
- 1967年 - ロバート・ナイトホーク、ブルース・ミュージシャン、歌手（* 1909年）
- 1970年 - 初代昔々亭桃太郎、落語家（* 1911年）
- 1972年 - 岡田勢一、政治家、第9代運輸大臣（* 1892年）
- 1975年 - エドワード・ローリー・タータム、遺伝学者、ノーベル生理学・医学賞受賞者（* 1909年）
- 1976年 - ヴィリー・ヘニッヒ、動物学者（* 1913年）
- 1976年 - 南部正太郎、漫画家（* 1918年）
- 1981年 - 渡辺邦男、映画監督（* 1899年）
- 1982年 - ジャック・タチ、映画監督、俳優（* 1908年）
- 1982年 - イヴ・シャンピ、映画監督、医師（* 1921年）
- 1984年 - アイヴァー・モンタギュー（英語版）、映画プロデューサー、脚本家（* 1904年）
- 1987年 - ジョルジュ・フランジュ、映画監督、脚本家、シネマテーク・フランセーズ共同創設者（* 1912年）
- 1987年 - 小田秀臣、ヤクザ（* 1930年）
- 1989年 - ウラディミール・ホロヴィッツ、ピアニスト（* 1903年）
- 1990年 - 江戸川蘭子、歌手、女優（* 1913年）
- 1990年 - 菊池俊吉、写真家（* 1916年）
- 1990年 - メイル・カハネ、ユダヤ教のラビ、ユダヤ防衛同盟創設者（* 1932年）
- 1991年 - フレッド・マクマレイ、俳優（* 1908年）
- 1991年 - ロバート・マクスウェル、実業家、政治家（* 1923年）
- 1992年 - ヤン・オールト、天文学者、天体物理学者（* 1900年）
- 1992年 - アルパド・イロ、物理学者（* 1903年）
- 1995年 - 桐山利三郎[10]、実業家、元神戸屋社長（* 1900年）
- 1995年 - 白石敏夫、政治家、初代 - 第3代埼玉県三郷市長（* 1910年）
- 1995年 - アーネスト・ゲルナー、社会学者（* 1925年）
- 1995年 - 武藤章生、俳優（* 1935年）
- 1996年 - 安田伸、サクソフォーン奏者、俳優、コメディアン（ハナ肇とクレージーキャッツ）（* 1932年）
- 1997年 - アイザイア・バーリン、政治哲学者、思想家（* 1909年）
- 1998年 - 河内桃子、女優（* 1932年）
- 2000年 - 牛山善政、実業家（* 1922年）
- 2000年 - 髙野光、元プロ野球選手（* 1961年）
- 2002年 - 飛田茂雄、アメリカ文学者、英和辞典編集者、翻訳家、中央大学名誉教授（* 1927年）
- 2002年 - 范文雀、女優（* 1948年）
- 2005年 - 笹間良彦、歴史家、武具研究家（* 1916年）
- 2005年 - ジョン・ファウルズ、小説家（* 1926年）
- 2005年 - ロッド・ドナルド、元ニュージーランド緑の党副代表（* 1957年）
- 2006年 - 村山雅美、登山家、元南極観測隊隊長、国立極地研究所名誉教授（* 1918年）
- 2006年 - 木内綾、染織工芸家（* 1924年）
- 2006年 - ビュレント・エジェヴィト、政治家、第37・40・42・56・57代トルコ首相（* 1925年）
- 2007年 - 長澤太郎、畜産学者、岐阜大学名誉教授（* 1916年）
- 2007年 - ニルス・リードホルム、プロサッカー選手（* 1922年）
- 2009年 - 丸山匠、ドイツ文学者、旧東京都立大学名誉教授（* 1935年）
- 2009年 - マッティ・オイリング、ジャズドラマー、作曲家（* 1942年）
- 2010年 - ハヨ・ヘルマン、弁護士、軍人（* 1913年)
- 2010年 - 佐野洋子、絵本作家、エッセイスト（* 1938年)
- 2010年 - ジル・クレイバーグ、女優（* 1944年)
- 2011年 - 谷省吾、神道学者、皇學館大学元学長・名誉教授（* 1921年）
- 2011年 - ブーペン・ハザリカ、歌手、音楽家、作詞家、音楽監督、映画監督（* 1926年）
- 2011年 - 西岡武夫、政治家、第28代参議院議長、第111・112代文部大臣（* 1936年）
- 2012年 - エリオット・カーター、作曲家（* 1908年）
- 2012年 - 猪木正道、政治学者、京都大学名誉教授、第3代防衛大学校校長（* 1914年）
- 2012年 - 斉藤晴男、物理学者、元四国大学学長、大阪大学名誉教授（* 1923年）
- 2012年 - ストーキング・キャット、コンピューター技術者、身体改造者（* 1958年）
- 2013年 - 石田敏彦、映画プロデューサー、実業家、元東宝社長（* 1930年）
- 2013年 - 中島衛、政治家、実業家、第48代科学技術庁長官、第48代総理府原子力委員会委員長（* 1935年）
- 2013年 - 増本豊、調教師（* 1946年）
- 2014年 - マニタス・デ・プラタ、フラメンコ・ギタリスト（* 1921年）
- 2014年 - 川口幹夫、テレビディレクター、テレビプロデューサー、第16代NHK会長（* 1926年）
- 2014年 - 川勝清歩、書家（* 1933年）
- 2014年 - 岡安肇、編集技師、岡安プロモーション創業者（* 1936年）
- 2014年 - ハンス・ナイマン、総合格闘家（* 1959年）
- 2015年 - 杉野直道、実業家、元テレビ東京社長（* 1930年）
- 2015年 - 佐藤正敏、経営者、元損害保険ジャパン社長、元NKSJホールディングス会長（* 1949年）
- 2016年 - 畠中道雄、経済学者、大阪大学名誉教授（* 1926年）
- 2016年 - 増田義郎、文化人類学者、ラテンアメリカ歴史学者、東京大学名誉教授（* 1928年）
- 2016年 - 須藤正彦、弁護士、元最高裁判所判事（* 1942年）
- 2017年 - ドン荒川、プロレスラー（* 1946年）
- 2017年 - ロター・トムス 、元自転車競技（トラックレース）選手（* 1956年）
- 2018年 - 中村昌生、建築家、建築学者、京都工芸繊維大学名誉教授、福井工業大学名誉教授（* 1927年）
- 2018年 - 蓬萊泰三、脚本家・作詞家（* 1929年）
- 2019年 - 安田範、政治家（* 1927年）
- 2019年 - 好美清光、民法学者、一橋大学名誉教授（* 1929年）
- 2019年 - オメロ・アントヌッティ、俳優（* 1935年）
- 2020年 - ジョニー・パリデス、元プロ野球選手（* 1962年）
- 2021年 - 廣田馨、実業家、元積水化学工業社長（* 1926年）
- 2021年 - 椙岡俊一、実業家、元阪急百貨店社長、元エイチ・ツー・オー リテイリング会長（* 1940年）
- 2021年 - よしもときんじ、アニメーション監督、アニメーター（* 1966年）
- 2021年 - マリリア・メンドンサ、シンガーソングライター（* 1995年）
- 2022年 - ダニエーレ・バリオーニ、テノール歌手（* 1930年）
- 2022年 - 采谷義秋、元マラソン選手（* 1944年）
- 2022年 - 早野透、ジャーナリスト、元朝日新聞社編集委員（* 1945年）
- 2022年 - アーロン・カーター、歌手、俳優（* 1987年）
- 2022年 - YOSHI、歌手、俳優（* 2003年）
- 2023年 - ドナルド・ハンスバーガー、指揮者、編曲家（* 1932年）
- 2023年 - 天野鎮雄、俳優（* 1936年）
- 2023年 - エヴァン・エリンソン、俳優 (* 1988年）

## 記念日・年中行事
- ガイ・フォークス・ナイト（ イギリス）
1605年11月5日（グレゴリオ暦では11月15日）、ガイ・フォークスらによるイングランド王ジェームズ1世爆殺計画が実行直前に発覚した（火薬陰謀事件）ことを記念。「救助を神に感謝する日」として花火や焚火などで祝う。
- 津波防災の日（ 日本）、世界津波の日（World Tsunami Awareness Day  国際連合）
津波防災の日は2011年に制定。世界津波の日は2015年に制定[11]。1854年11月5日（旧暦、グレゴリオ暦では12月24日）に安政南海地震が発生し、稲むらの火で人命が救われたことに由来[12][13]。
- 電報の日（ 日本）
電報を申し込むときの電話番号が115であることから。
- 雑誌広告の日（ 日本）
日本雑誌広告協会が1970年に制定。
- いいりんごの日（ 日本）
青森県が2001年に制定。「いい(11)りんご(5)」の語呂合せ。
- いい5世代家族の日（ 日本）
製薬会社ノバルティスファーマが制定。「いい(11)ご(5)せだい」の語呂合せ。
- 縁結びの日（ 日本）
島根県の「神話の国・縁結び観光協会」が制定。旧暦10月（新暦11月ごろ）に出雲大社に全国の神が集まり縁結びなどの会議をするとされていること（神無月を参照）と、「いい(11)ご(5)えん」（いいご縁）の語呂合せから。